# Ga Trung Hoàn
Trung Hoàn (tiếng Trung: 中環; Yale Quảng Đông: Jūngwàan; tiếng Anh: Central) là một trạm MTR nằm ở khu vực Trung Hoàn của đảo Hồng Kông. Màu xanh của nhà ga có màu đỏ lửa, ngoại trừ nền tảng Tsuen Wan Line, nơi có màu nâu. Nhà ga là bến cuối phía nam của tuyến Thuyền Loan, một điểm dừng trên tuyến đảo và kết nối với ga Hồng Kông, phục vụ tuyến Đông Dũng và sân bay tốc hành.
Trong tiếng Anh, trạm ban đầu được đặt tên là "Chater". Ban đầu nó được hình thành để phục vụ cho 330.000 hành khách mỗi ngày và được lên kế hoạch dài 380 mét (1.250 ft) - một trong những nhà ga dài nhất thế giới. Hơn 200.000 hành khách sử dụng nhà ga này hàng ngày. Khoảng cách dài nhất giữa hai lối thoát là khoảng 700m.